# Priest's Valley Indian Reserve 6
Priest's Valley Indian Reserve 6 (franska: Réserve indienne Priest's Valley, engelska: Priest's Valley Indian Reserve) är ett reservat i Kanada.   Det ligger i provinsen British Columbia, i den södra delen av landet, 3 300 km väster om huvudstaden Ottawa. Priest's Valley Indian Reserve 6 ligger vid sjön Okanagan Lake.
I omgivningarna runt Priest's Valley Indian Reserve 6 växer i huvudsak barrskog. Runt Priest's Valley Indian Reserve 6 är det mycket glesbefolkat, med 2 invånare per kvadratkilometer.